# Kuślin (gmina)
Kuślin est une gmina rurale du powiat de Nowy Tomyśl, Grande-Pologne, dans le centre-ouest de la Pologne. Son siège est le village de Kuślin, qui se situe environ 14 km au nord-est de Nowy Tomyśl et 41 km à l'ouest de la capitale régionale Poznań.
La gmina couvre une superficie de 106,31 km2 pour une population de 5 636 habitants en 2011.

## Géographie

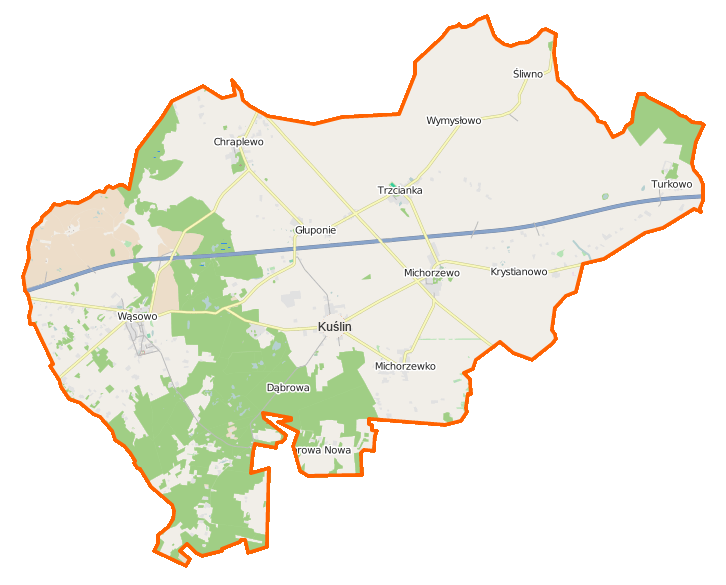
Plan de la gmina.

Outre le village de Kuślin, la gmina inclut les villages de:
- Chraplewo
- Dąbrowa
- Dąbrowa Nowa
- Głuponie
- Krystianowo
- Michorzewko
- Michorzewo
- Śliwno
- Trzcianka
- Turkowo
- Wąsowo

### Gminy voisines
La gmina de Kuślin est bordée des gminy de :
- Duszniki
- Lwówek
- Nowy Tomyśl
- Opalenica

## Structure du terrain
D'après les données de 2002, la superficie de la commune de Kuślin est de 106,31 km², répartis comme tel :
- terres agricoles : 77%
- forêts : 19%

La commune représente 10,51% de la superficie du powiat.

## Démographie
Données du 30 juin 2004 :
| Description        | Total  | Total | Femmes | Femmes | Hommes | Hommes |
| ------------------ | ------ | ----- | ------ | ------ | ------ | ------ |
| Unité              | Nombre | %     | Nombre | %      | Nombre | %      |
| population         | 5 579  | 100   | 2 824  | 50,6   | 2 755  | 49,4   |
| Densité (hab./km²) | 52,5   | 52,5  | 26,6   | 26,6   | 25,9   | 25,9   |